# 哥林·艾達
哥林·艾達(Callum Roddie Elder，1995年1月7日—)，是澳洲的職業足球運動員，司職左後衛，現效力於英甲球队德比郡。

## 外部連結
- 足球数据库：哥林·艾達的球员统计数据